# Banu Anmar
I Banū Anmār (in arabo ﺑﻨﻮ ﺍﻧﻤﺎﺭ‎?) erano una tribù araba della Penisola araba che, secondo una parte dei genealogisti arabo-musulmani (esperti quindi di ansāb) erano di origine adnanide, in quanto Anmār sarebbe stato figlio di Nizār b. Maʿadd b. ʿAdnān.

Le altre tribù che discendevano da Nīzār erano i B. Iyād, i B. Rabīʿa e i B. Mudar.

Ibn Qutayba, riprendendo una tradizione dello stesso Maometto affermava invece che Anmār era figlio di Sabaʾ (Sheba), e che quindi Anmār era di provenienza meridionale (qahtanide).
I B. Anmār erano formati dalle tribù degli ʿĀmir b. al-Ḥārith (con le sottotribù dei Banū Murra e dei Banū Mālik) e dai B. Jadhīma b. ʿAwf (in cui le branche degli ʿAbd Shams, Ḥiyay e ʿAmr erano confederate, sotto il nome di Barājim).
Si trasferirono sulle coste dal Golfo Persico dagli originali insediamenti delle regioni montuose a sud di Mecca.